# Zimnica (mitologia)
Zimnica – widmo z wierzeń słowiańskich.
Zimnica to widmo wywołujące u ludzi gorączkę, często doprowadzającą do śmierci. Mieszkała na bezludnych pustkowiach, jednak czasem przybywała do osad ludzkich, aby atakować mieszkańców. Nie dało się przed nią uciec, ani się przed nią ukryć, a schwytana rozpływała się w powietrzu, aby pojawić się za chwilę w innym miejscu.
Istniały dwa rodzaje zimnic:
- kościca – powodowała bóle kości i łamanie w stawach,
- ograżka – powodowała dreszcze i trzęsawki.

Największe niebezpieczeństwo zimnica stanowiła dla małych dzieci, wobec czego w czasie przeziębień stawiano przy łóżeczkach szklankę miodu, aby obłaskawić widmo i uchronić dzieci przed jego wpływem.